# Vetiver
Chrysopogon zizanioides, comunament conegut com a vetiver, del tàmil வெட்டிவேர்), és una planta herbàcia poàcia nativa de l'Índia. Pot arribar a fer 1,5 m d'alt, les flors són porpra marronoses. Les seves arrels a diferència de les de la majoria de les poàcies profunditzen molt fins a 2 a 4 metres. Vetiver està estretament relacionada amb el gènere Sorghum però comparteix moltes característiques morfològiques amb el gènere Cymbopogon (Cymbopogon citratus), Cymbopogon nardus, C. winterianus), i la Palmarosa (Cymbopogon martinii).
Es cultiva en molts llocs de clima tropical. Pot ser una planta invasora.

## Usos
Estabilitza el sòl i el protegeix de l'erosió, també protegeix els conreus de les plagues i males herbes. És una planta farratgera. De les seves arrels se'n fan perfums i cosmètics que també es fan servir en aromateràpia. També se'n poden fer cordes i productes similars.
Les fulles del vetiver són un bon farratge per bovins, cabres, ovelles i cavalls. El contingut nutritiu depèn de l'estació de l'any, l'estadi de creixement i la fertilitat del sòl. 
|                   | Planta jove de vetiver | Planta madura de vetiver | Planta vella |
| ----------------- | ---------------------- | ------------------------ | ------------ |
| energia [kcal/kg] | 522                    | 706                      | 969          |
| Digestibilitat[%] | 51                     | 50                       | -            |
| Proteïna [%]      | 13.1                   | 7.93                     | 6.66         |
| Greix [%]         | 3.05                   | 1.30                     | 1.40         |

El vetiver es cultiva principalment pel seu fragant oli essencial que s'obté de les seves rels. S'estima que la producció mundial és de 250 tones per any (Lavania). Es fa servir molt en perfums per les seves excel·lents qualitats fixadores. N'hi ha en el 90% dels perfums d'Occident (Lavania).
Haití és un dels principals productors de vetiver del món.
Java i Réunion també en produeixen molt. El de Réunion es considera de gran qualitat.
L'oli de vetiver o oli de khus és un oli complex amb més de 100 components identificats 
| àcid benzoic        | furfurol               |
| vetivè              | vetivenat de vetivenil |
| terpinen-4-ol       | 5-epiprezizan          |
| Khusimè             | α-muurolè              |
| Khusimona           | Calacorè               |
| β-humulè            | α-longipinè            |
| γ-selinè            | δ-selinè               |
| δ-cadinè            | valencè                |
| Calarena,-gurjunena | α-amorpfè              |
| Epizizanal          | 3-epizizanol           |
| Khusimol            | Iso-khusimol           |
| Valerenol           | β-vetivona             |
| α-vetivona          | vetivazulè             |